# Неофит (Паскалев)
Митрополит Неофи́т (в миру Нау́м Па́скалев или Па́сков; 4 января 1870, Охрид — 8 января 1938, София) — епископ Болгарской православной церкви, митрополит Скопский.

## Биография
Родился 4 января 1870 года в Охриде, на тот момент входившем в Османскую империю, в семье Паскаля и Марии.
Учился в родном городе, а затем в болгарском священническом училище в Одрине, где в конце 1889 года принял монашество с именем Неофит, а в 1890 году был рукоположён в сан иеродиакона.
В 1897 году окончил Московскую духовную семинарию. Вызванный из Экзархии в Константинополь, он отказался продолжать учёбу в Московской духовной академии и сразу же вернулся на родину, где возведён в сан архимандрита. С конца 1897 года до 1899 года преподавал церковную историю в болгарском педагогическом училище в Скопье. В 1899 году был назначен диаконом и чиновником при Болгарской экзархии.
6 августа 1900 года в храме Святого Стефана был рукоположён в сан иеромонаха экзархом Болгарским Иосифом и е назначен председателем на Болгарской церковной общины в Дойране, где построил новое здание училища и вернул Болгарской экзархии городскую церковь Святого пророка Илии.
С 1901 по 1903 год председателем болгарской церковной общины в Кукуше, где успешно боролся с униатской пропагандой.
В 1903—1907 годы жил с Салониках, где, он свидетельствовал и защищал перед находящейся там Европейской инспекции болгар-македонцев от турецкого своеволия.
В 1907 году по решению Священного Синода был возведён в сан архимандрита.
В 1908 году был рукоположён в титулярного епископа Брегалнишский, викария Скопской епархии.
С февраля до июля 1910 года епископ Неофит временно управлял Охридской епархией.
В июле 1910 году был избран митрополитом Скопским. Боролся с «сербской пропагандой» в Македонии.
После начала Второй Балканской войны в 1913 году новые сербские власти арестовали его в Скопье и выслали в Софию.
В 1913 году Экзархия возложила на него управление Одринской епархией, управление которой он принял в марте 1914 года.
После того как болгарская армия вновь заняла Скопье после начала Первой мировой войны, Неофит в 1915 году занял митрополичий престол. Но в итоге изгнан сербскими властями в 1918 году.
В конце 1918 года митрополит Неофит назаначен управляющим Струмишкой епархией, которой управлял до 1919 года, когда сербские войска заняли Струмишскую область.
Принял активное участие в состоявшемся с 2 по 20 декабря 1920 година Архиерейском соборе, проведённом в Софии с целью подготовки Второго церковно-народного собора.
В 1925 году назначен временным управляющим Лозенградской епархией, в состав которой в мае 1932 года вошла территория Одринской епархии. В 1937 году ушёл на покой.
Скончался 8 января 1938 года в Софии.